# ييري ياروشيك
ييري ياروشيك (بالتشيكية: Jiří Jarošík)‏ (مواليد 27 أكتوبر 1977 في أوستي ناد لابيم - تشيكوسلوفاكيا) لاعب كرة قدم تشيكي يلعب حاليا لصالح نادي الدرجة الأولى ريال سرقسطة الإسباني منذ عام 2010 في مركز الوسط المحوري كما يجيد اللعب في مركز قلب الدفاع .

## روابط خارجية
- ييري ياروشيك على موقع الاتحاد الأوربي (الإنجليزية)
- ييري ياروشيك على موقع الاتحاد التشيكي (الإنجليزية)
- ييري ياروشيك على موقع قاعدة بيانات كرة القدم.إي يو (الإنجليزية)
- ييري ياروشيك على موقع ناشيونال فوتبول تيمز (الإنجليزية)
- ييري ياروشيك على موقع Soccerbase.com (لاعب) (الإنجليزية)
- ييري ياروشيك على موقع عالم كرة القدم.نت (الإنجليزية)
- ييري ياروشيك على موقع AS.com (الإسبانية)